# 바우이르잔 이슬람한
바우이르잔 예르보시눌리 이슬람한(카자흐어: Бауыржан Ербосынұлы Исламхан, 1993년 2월 23일 ~ )은 카자흐스탄의 프로 축구 선수로, 카자흐스탄 프리미어리그 클럽 오르다바시와 카자흐스탄 국가대표팀에서 공격형 미드필더로 활약하고 있다. 과거에는 카자흐스탄 U-21 국가대표팀의 주장으로 활동했다. 또한 카자흐스탄의 6번의 부주장이자 카자흐스탄 컵에서 4번의 우승을 차지한 바 있다.

## 구단 경력

### 타라즈
이슬람한은 타라즈의 유소년 아카데미를 통해 어린 시절부터 깊은 인상을 받았다. 그는 2011년 3월 6일 18세의 나이로 카자흐스탄 프리미어리그 클럽 이르티시와의 경기에서 1군 데뷔를 했고, 그 이후 타라즈 1군 팀의 일원이 되었다. 다음 시즌에는 19세의 나이에 클럽의 주장이 되었다. 또한 타라즈에 머무는 동안 6골을 넣었다. 2012년 프리미어리그에서 이슬람한은 22경기에 출전해 4골을 기록했다. 이슬람한은 2012년 시즌 타라즈에서 활약한 공로로 카자흐스탄 축구 연맹 올해의 젊은 선수상을 수상했다.

### 쿠반 크라스노다르
2013년 생일에 그는 쿠반 크라스노다르와 3년 계약을 체결했다. 그는 2013년 2월 25일, 아르마비르와의 친선 경기에서 데뷔했다. 그러나 그는 러시아 프리미어리그에서 그들을 위해 뛰지 않았고, 2군 팀에서 반년 동안 활약했다.

#### 아스타나로의 임대
2013년 6월 6일, 그는 한 시즌 동안의 임대 계약으로 아스타나에 합류했다. 아스타나에서 뛰는 동안 그는 7경기에 출전해 1골을 넣었다. 2013년 7월 4일, 그는 UEFA 유로파리그 데뷔 전을 치렀으며, 보테프 플로브디프와의 1차 예선 경기에서 62분에 교체 선수로 출전했다.

### 카이라트
2014년 2월 11일, 쿠반 크라스노다르와 카이라트 간의 이적 계약이 체결되었고, 그 후 그는 카이라트와 3년 계약을 체결했다. 2016년 7월 말, 그는 당시 카자흐스탄 프리미어리그의 챔피언이자 선두 팀인 아스타나로부터 카이라트와의 계약이 만료되면 팀에 합류하겠다는 제안을 받았다. 그러나 축구 선수는 이를 거절했다. 이슬람한은 계약이 만료된 후 2019년 시즌 말에 카이라트를 떠났다. 카이라트에서 방출된 후, 이슬람한은 1월, 카타르에서 열린 훈련 캠프에서 제니트 상트페테르부르크에 입단하여 시험을 치렀다.

### 알아인
2020년 1월 31일, 그는 2019-20년 시즌이 끝날 때까지 아랍에미리트 클럽 알아인과 계약했다.
2020년 12월, 이슬람한은 2020년 9월, AFC 챔피언스리그에서 열린 알아인 경기에서 금지 약물 양성 반응을 보인 후 2년간 축구 출전 금지 처분을 받았다.

## 국가대표팀 경력
이슬람한은 2012년 2월 29일, 라트비아와의 친선 경기에서 카자흐스탄 국가대표팀으로 합류해 데뷔했다. 2014년 FIFA 월드컵 예선 토너먼트에서 이슬람한은 스웨덴과 오스트리아와의 경기에서 교체 선수로 두 번 출전했다.
2022년 11월, 2년간의 출장 정지를 마친 후, 이슬람한은 우즈베키스탄과 아랍에미리트와의 친선 경기를 위해 카자흐스탄 국가대표팀에 소집되었다.